# Morti nel 1994/Aprile
| Questa pagina contiene informazioni ricavate automaticamente dalle voci biografiche con l'ausilio del template Bio e di un bot. L'aggiornamento è periodico e automatico e ricostruisce completamente la pagina. Se manca una persona in questa lista, sei pregato di non aggiungerla, ma accertati piuttosto che la sua voce biografica contenga il template Bio e che i dati anagrafici siano correttamente compilati. Se il template Bio manca, inseriscilo tu stesso o, in alternativa, metti l'avviso {{tmp\|Bio}} che ne segnala la mancanza. Se i dati riportati sono sbagliati, correggi direttamente la voce biografica; le modifiche saranno visibili in questa lista entro pochi giorni. Per chiarimenti vedi il progetto biografie. La lista contiene solo le 133 persone che sono citate nell'enciclopedia e per le quali è stato implementato correttamente il template Bio. Pagina aggiornata al 18 lug 2025. |

- 1º aprile - John Chase, hockeista su ghiaccio statunitense (n. 1906)
- 1º aprile - Robert Doisneau, fotografo francese (n. 1912)
- 1º aprile - Antonio Petrobelli, pilota motonautico italiano (n. 1934)
- 1º aprile - Gennadij Ivanovič Voronov, politico sovietico (n. 1910)
- 2 aprile - Irene Baker, politica statunitense (n. 1901)
- 2 aprile - Alessandro Ferraù, giornalista e sceneggiatore italiano (n. 1913)
- 2 aprile - Betty Furness, attrice statunitense (n. 1916)
- 2 aprile - Claude Guillemin, mineralogista francese (n. 1923)
- 2 aprile - Edward Vissers, ciclista su strada belga (n. 1912)
- 3 aprile - Charles Camproux, linguista francese (n. 1908)
- 3 aprile - Ranulfo Cortés, calciatore messicano (n. 1934)
- 3 aprile - Chad Kinch, cestista statunitense (n. 1958)
- 3 aprile - Jérôme Lejeune, genetista, pediatra e attivista francese (n. 1926)
- 3 aprile - Agostinho da Silva, filosofo, poeta e saggista portoghese (n. 1906)
- 4 aprile - Pippo Barzizza, compositore, arrangiatore e direttore d'orchestra italiano (n. 1902)
- 4 aprile - André Derrien, velista francese (n. 1895)
- 4 aprile - Demofilo Fidani, regista, sceneggiatore e scenografo italiano (n. 1914)
- 4 aprile - Vicente Locasso, calciatore argentino (n. 1909)
- 4 aprile - Gabrio Lombardi, giurista e politico italiano (n. 1913)
- 4 aprile - Kurt Meisel, attore e regista austriaco (n. 1912)
- 4 aprile - Valentin Stănescu, allenatore di calcio e calciatore rumeno (n. 1922)
- 4 aprile - Jean-Pierre Weisgerber, calciatore lussemburghese (n. 1905)
- 5 aprile - Kurt Cobain, cantautore e chitarrista statunitense (n. 1967)
- 5 aprile - Bedřich Poula, sollevatore e dirigente sportivo cecoslovacco (n. 1917)
- 5 aprile - Marlon Riggs, regista cinematografico statunitense (n. 1957)
- 6 aprile - Marcelino Gálatas, calciatore filippino (n. 1902)
- 6 aprile - Juvénal Habyarimana, politico e generale ruandese (n. 1937)
- 6 aprile - Cyprien Ntaryamira, politico burundese (n. 1955)
- 6 aprile - Dieter Oesterlen, architetto tedesco (n. 1911)
- 6 aprile - Mario Spinella, scrittore e giornalista italiano (n. 1918)
- 6 aprile - Paola Tovaglia, conduttrice televisiva, doppiatrice e cantante italiana (n. 1965)
- 7 aprile - Ștefan Dobay, calciatore e allenatore di calcio rumeno (n. 1909)
- 7 aprile - Cecil Gould, storico dell'arte britannico (n. 1918)
- 7 aprile - Albert Guðmundsson, calciatore e politico islandese (n. 1923)
- 7 aprile - Antônio Jacobina Filho, pallanuotista brasiliano (n. 1906)
- 7 aprile - Golo Mann, scrittore, storico e saggista tedesco (n. 1909)
- 7 aprile - Lando Ndasingwa, politico ruandese
- 7 aprile - Lorenzo Nuvoletta, mafioso italiano (n. 1931)
- 7 aprile - Cosimo Puttilli, marciatore italiano (n. 1913)
- 7 aprile - Sigmund Ruud, saltatore con gli sci, sciatore alpino e dirigente sportivo norvegese (n. 1907)
- 7 aprile - Agathe Uwilingiyimana, politica ruandese (n. 1953)
- 8 aprile - Ernst Lörtscher, calciatore svizzero (n. 1913)
- 8 aprile - Dada Vujasinović, giornalista serba (n. 1964)
- 8 aprile - Åke Anders Edvard Wallenquist, astronomo svedese (n. 1904)
- 9 aprile - Lin Delija, pittore albanese (n. 1926)
- 9 aprile - Marcel Ichac, alpinista, giornalista e regista francese (n. 1906)
- 10 aprile - Terry Adlington, allenatore di calcio e calciatore inglese (n. 1935)
- 10 aprile - Reinaldo Gorno, maratoneta argentino (n. 1918)
- 10 aprile - John O'Brien, scrittore statunitense (n. 1960)
- 10 aprile - Frank V. Phillips, direttore della fotografia statunitense (n. 1912)
- 11 aprile - Wesley Barry, attore, regista e produttore cinematografico statunitense (n. 1907)
- 11 aprile - Johan Nicolaas Block, pioniere dell'aviazione e imprenditore olandese (n. 1929)
- 11 aprile - Elsa Oliva, pittrice, partigiana e antifascista italiana (n. 1921)
- 11 aprile - Johnny Posewitz, cestista statunitense (n. 1906)
- 12 aprile - Elissa Aalto, architetto finlandese (n. 1922)
- 12 aprile - Suzanne Deve, tennista francese (n. 1901)
- 12 aprile - Branko Mikulić, politico jugoslavo (n. 1928)
- 12 aprile - Pamela Mitford, nobildonna inglese (n. 1907)
- 12 aprile - Joseph Nelis, calciatore belga (n. 1917)
- 13 aprile - Kurt Aland, teologo tedesco (n. 1915)
- 13 aprile - Rudolf Hrušínský, attore ceco (n. 1920)
- 13 aprile - Giuseppe Kressevich, marciatore italiano (n. 1916)
- 13 aprile - Nikolaj Afanas'evič Krjučkov, attore sovietico (n. 1901)
- 14 aprile - Aldo Ballo, fotografo italiano (n. 1928)
- 14 aprile - Bernt Engelmann, scrittore e giornalista tedesco (n. 1921)
- 14 aprile - Bobby Gurney, allenatore di calcio e calciatore inglese (n. 1907)
- 14 aprile - Rodolfo Licari, attore italiano (n. 1929)
- 15 aprile - John Curry, pattinatore artistico su ghiaccio britannico (n. 1949)
- 16 aprile - Oscar Blando, attore italiano (n. 1924)
- 16 aprile - Klaus Bodinger, nuotatore tedesco (n. 1932)
- 16 aprile - Sergio Dardini, politico italiano (n. 1926)
- 16 aprile - Ralph Waldo Ellison, scrittore, saggista e critico musicale statunitense (n. 1914)
- 16 aprile - John McLiam, attore canadese (n. 1918)
- 16 aprile - Carlo Miani, militare e aviatore italiano (n. 1914)
- 16 aprile - Lea Ribarič, sciatrice alpina slovena (n. 1974)
- 16 aprile - Sam Selvon, scrittore trinidadiano (n. 1923)
- 16 aprile - Allan Snyder, truccatore statunitense (n. 1914)
- 16 aprile - Ron Vawter, attore statunitense (n. 1948)
- 17 aprile - Primo Schiavon, politico italiano (n. 1907)
- 17 aprile - Roger Sperry, neuroscienziato statunitense (n. 1913)
- 18 aprile - George Hesik, cestista e giocatore di baseball statunitense (n. 1913)
- 18 aprile - Ruggero Orlando, giornalista e politico italiano (n. 1907)
- 18 aprile - Bill Rexford, pilota automobilistico statunitense (n. 1927)
- 18 aprile - Dener, calciatore brasiliano (n. 1971)
- 19 aprile - Giovanni Bruno, politico italiano (n. 1902)
- 19 aprile - Ėdmond Keosajan, regista sovietico (n. 1936)
- 19 aprile - José Montagnoli, calciatore argentino (n. 1926)
- 19 aprile - Rolf Paetz, calciatore tedesco (n. 1922)
- 20 aprile - Enrico Allorio, giurista italiano (n. 1914)
- 20 aprile - Jean Carmet, attore e sceneggiatore francese (n. 1920)
- 20 aprile - Miguel Diab, cestista uruguaiano (n. 1920)
- 20 aprile - Frederick Feary, pugile statunitense (n. 1912)
- 20 aprile - Fred Fortune, bobbista statunitense (n. 1921)
- 20 aprile - Rosalie Gicanda, regina ruandese (n. 1928)
- 20 aprile - Anna Molka Ahmed, artista pakistana (n. 1917)
- 20 aprile - Jean Ousset, scrittore francese (n. 1914)
- 20 aprile - Dennis Cleveland Stewart, attore e ballerino statunitense (n. 1947)
- 20 aprile - Riziero Vallari, calciatore argentino (n. 1911)
- 21 aprile - Ruth Hiatt, attrice statunitense (n. 1906)
- 22 aprile - Giacomo Colli, regista italiano (n. 1928)
- 22 aprile - Oretta Fiume, attrice italiana (n. 1919)
- 22 aprile - Karl Hess, editore statunitense (n. 1923)
- 22 aprile - Richard Nixon, politico statunitense (n. 1913)
- 23 aprile - Francesco Corrao, psichiatra e psicoanalista italiano (n. 1922)
- 23 aprile - Jimmy Izquierdo, calciatore ecuadoriano (n. 1962)
- 23 aprile - Flavio Mogherini, scenografo, costumista e regista italiano (n. 1922)
- 24 aprile - Alighiero Boetti, artista italiano (n. 1940)
- 24 aprile - Margot Trooger, attrice tedesca (n. 1923)
- 25 aprile - Domenico Cazzato, politico italiano (n. 1922)
- 25 aprile - Angelo R. Humouda, saggista e storico del cinema italiano (n. 1937)
- 25 aprile - Giovanni Pettinati, ciclista su strada italiano (n. 1926)
- 25 aprile - Roberto Scarone, allenatore di calcio e calciatore uruguaiano (n. 1917)
- 25 aprile - Alexandru Schwartz, calciatore rumeno (n. 1909)
- 26 aprile - Maximilian von Edelsheim, generale tedesco (n. 1897)
- 26 aprile - Masutatsu Ōyama, karateka e scrittore giapponese (n. 1923)
- 26 aprile - Zein al-Sharaf Talal, regina giordana (n. 1916)
- 27 aprile - Lorenzo De Vitto, politico italiano (n. 1925)
- 27 aprile - Volfango Frankl, architetto italiano (n. 1907)
- 27 aprile - Lynne Frederick, attrice inglese (n. 1954)
- 27 aprile - Mario Tortora, medico italiano (n. 1909)
- 28 aprile - Oleg Ivanovič Borisov, attore russo (n. 1929)
- 28 aprile - John Preston, scrittore statunitense (n. 1945)
- 28 aprile - Berton Roueché, giornalista, romanziere e scrittore statunitense (n. 1910)
- 29 aprile - Marcel Bernard, tennista francese (n. 1914)
- 29 aprile - Jimmy Darden, cestista e allenatore di pallacanestro statunitense (n. 1922)
- 29 aprile - Ignacio F. Iquino, regista, sceneggiatore e produttore cinematografico spagnolo (n. 1910)
- 29 aprile - Russell Kirk, politologo, filosofo e critico letterario statunitense (n. 1918)
- 29 aprile - Luis Noboa Naranjo, imprenditore ecuadoriano (n. 1916)
- 29 aprile - Bill Quinn, attore statunitense (n. 1912)
- 30 aprile - Take Asai, giapponese (n. 1902)
- 30 aprile - Carlo Nasalli Rocca di Corneliano, generale italiano (n. 1902)
- 30 aprile - Roland Ratzenberger, pilota automobilistico austriaco (n. 1960)
- 30 aprile - Richard Scarry, scrittore e illustratore statunitense (n. 1919)